# تامی اسمیت (بازیکن فوتبال، زاده ۱۹۹۰)
توماس جفرسون اسمیت (انگلیسی: Thomas Jefferson Smith؛ زادهٔ ۳۱ مارس ۱۹۹۰) بازیکن فوتبال اهل نیوزیلند است.
وی همچنین در تیم ملی فوتبال نیوزیلند بازی کرده‌است.